# Ана Ілюце
Ана Ілюце (10 січня 1958) — румунська академічна веслувальниця.
Бронзова призерка Олімпійських Ігор 1980 року в складі вісімки.